# Maidenhead (circonscription du Parlement britannique)
Circonscription parlementaire de la Chambre des communes
La circonscription de Maidenhead est une circonscription parlementaire britannique située dans le Berkshire, et représentée à la Chambre des communes du Parlement britannique depuis 1997 par Theresa May du Parti conservateur.

## Members of Parliament
| Élection | Élection | Membre      | Membre | Parti        |
| -------- | -------- | ----------- | ------ | ------------ |
|          | 1997     | Theresa May |        | Conservateur |

## Élections

### Élections dans les années 2010
| Parti         | Parti                | Candidat             | Voix   | %     | ±     |
| ------------- | -------------------- | -------------------- | ------ | ----- | ----- |
|               | Conservateur         | Theresa May          | 32,620 | 57,7  | -7.0  |
|               | Libéral Démocrate    | Joshua Reynolds      | 13,774 | 24,4  | +13.2 |
|               | Travailliste         | Patrick McDonald     | 7,882  | 14,0  | -5.4  |
|               | Green                | Emily Tomalin        | 2,216  | 3,9   | +2.4  |
| Majorité      | Majorité             | Majorité             | 18,846 | 33,3  | −12.2 |
| Participation | Participation        | Participation        | 56,492 | 73,7  | −2.7  |
|               | Conservateur retenir | Conservateur retenir | Swing  | −10.1 |       |

| Parti         | Parti                    | Candidat             | Voix   | %    | ±    |
| ------------- | ------------------------ | -------------------- | ------ | ---- | ---- |
|               | Conservateur             | Theresa May          | 37,718 | 64,8 | −1.0 |
|               | Travailliste             | Patrick McDonald     | 11,261 | 19,3 | +7.4 |
|               | Libéral Démocrate        | Tony Hill            | 6,540  | 11,2 | +1.3 |
|               | Green                    | Derek Wall           | 907    | 1,6  | −2.0 |
|               | UKIP                     | Gerard Batten        | 871    | 1,5  | −6.9 |
|               | Animal Welfare           | Andrew Knight        | 282    | 0,5  | N/A  |
|               | Gremloids                | Lord Buckethead      | 249    | 0,4  | N/A  |
|               | Indépendant              | Grant Smith          | 152    | 0,3  | N/A  |
|               | Monster Raving Loony     | Howling Laud Hope    | 119    | 0,2  | N/A  |
|               | Christian Peoples        | Edmonds Victor       | 69     | 0,1  | N/A  |
|               | The Just Political Party | Julian Reid          | 52     | 0,1  | N/A  |
|               | Indépendant              | Yemi Hailemariam     | 16     | 0,0  | N/A  |
|               | Give Me Back My Elmo     | Bobby Smith          | 3      | 0,0  | N/A  |
| Majorité      | Majorité                 | Majorité             | 26,457 | 45,5 | −8.5 |
| Participation | Participation            | Participation        | 58,239 | 76,4 | +3.8 |
|               | Conservateur retenir     | Conservateur retenir | Swing  | −4.2 |      |

| Parti         | Parti                | Candidat             | Voix   | %    | ±     |
| ------------- | -------------------- | -------------------- | ------ | ---- | ----- |
|               | Conservateur         | Theresa May          | 35,453 | 65,8 | +6.4  |
|               | Travailliste         | Charlie Smith        | 6,394  | 11,9 | +4.8  |
|               | Libéral Démocrate    | Tony Hill            | 5,337  | 9,9  | −18.3 |
|               | UKIP                 | Herbie Crossman      | 4,539  | 8,4  | +6.1  |
|               | Green                | Emily Blyth          | 1,915  | 3,6  | +2.7  |
|               | Indépendant          | Ian Taplin           | 162    | 0,3  | N/A   |
|               | Class War            | Joe Wilcox           | 55     | 0,1  | N/A   |
| Majorité      | Majorité             | Majorité             | 29,059 | 53,9 | +22.7 |
| Participation | Participation        | Participation        | 53,855 | 72,6 | −1.1  |
|               | Conservateur retenir | Conservateur retenir | Swing  | +0.8 |       |

| Parti         | Parti                      | Candidat             | Voix   | %    | ±     |
| ------------- | -------------------------- | -------------------- | ------ | ---- | ----- |
|               | Conservateur               | Theresa May          | 31,937 | 59,5 | +7.6  |
|               | Libéral Démocrate          | Tony Hill            | 15,168 | 28,2 | −8.0  |
|               | Travailliste               | Patrick McDonald     | 3,795  | 7,1  | −2.1  |
|               | UKIP                       | Kenneth Wright       | 1,243  | 2,3  | +0.9  |
|               | BNP                        | Tim Rait             | 825    | 1,5  | +0.1  |
|               | Green                      | Peter Forbes         | 482    | 0,9  | N/A   |
|               | Freedom and Responsibility | Peter Prior          | 270    | 0,5  | N/A   |
| Majorité      | Majorité                   | Majorité             | 16,769 | 31,2 | +18.6 |
| Participation | Participation              | Participation        | 53,720 | 73,7 | +3.4  |
|               | Conservateur retenir       | Conservateur retenir | Swing  | +7.8 |       |

### Élections dans les années 2000
| Parti         | Parti                | Candidat             | Voix   | %    | ±    |
| ------------- | -------------------- | -------------------- | ------ | ---- | ---- |
|               | Conservateur         | Theresa May          | 23,312 | 50,8 | +5.8 |
|               | Libéral Démocrate    | Kathryn Newbound     | 17,081 | 37,3 | −0.1 |
|               | Travailliste         | Janet Pritchard      | 4,144  | 9,0  | −6.2 |
|               | BNP                  | Tim Rait             | 704    | 1,5  | N/A  |
|               | UKIP                 | Douglas Lewis        | 609    | 1,3  | −0.4 |
| Majorité      | Majorité             | Majorité             | 6,231  | 13,6 | +6.0 |
| Participation | Participation        | Participation        | 45,850 | 71,7 | +9.7 |
|               | Conservateur retenir | Conservateur retenir | Swing  | +3.0 |      |

| Parti         | Parti                | Candidat             | Voix   | %    | ±     |
| ------------- | -------------------- | -------------------- | ------ | ---- | ----- |
|               | Conservateur         | Theresa May          | 19,506 | 45,0 | −4.8  |
|               | Libéral Démocrate    | Kathryn Newbound     | 16,222 | 37,4 | +11.2 |
|               | Travailliste         | John O'Farrell       | 6,577  | 15,2 | −2.9  |
|               | UKIP                 | Dennis Cooper        | 741    | 1,7  | +1.2  |
|               | Monster Raving Loony | Lloyd Clarke         | 272    | 0,6  | N/A   |
| Majorité      | Majorité             | Majorité             | 3,284  | 7,6  | -15.9 |
| Participation | Participation        | Participation        | 43,318 | 62,0 | −13.6 |
|               | Conservateur retenir | Conservateur retenir | Swing  | -8.0 |       |

### Élections dans les années 1990
| Parti         | Parti                                  | Candidat            | Voix   | %    | ±     |
| ------------- | -------------------------------------- | ------------------- | ------ | ---- | ----- |
|               | Conservateur                           | Theresa May         | 25,344 | 49,8 | −11.8 |
|               | Libéral Démocrate                      | Andrew Ketteringham | 13,363 | 26,3 | −3.5  |
|               | Travailliste                           | Denise Robson       | 9,205  | 18,1 | +9.5  |
|               | Référendum                             | Charles Taverner    | 1,638  | 3,2  | N/A   |
|               | Libéral                                | David Munkley       | 896    | 1,8  | N/A   |
|               | UKIP                                   | Neil Spiers         | 277    | 0,5  | N/A   |
|               | Glow Bowling Party                     | Kristian Ardley     | 166    | 0,3  | N/A   |
| Majorité      | Majorité                               | Majorité            | 11,981 | 23,5 | N/A   |
| Participation | Participation                          | Participation       | 50,889 | 75,6 | N/A   |
|               | Conservateur vainqueur (nouveau siège) |                     |        |      |       |